# Піпідастр

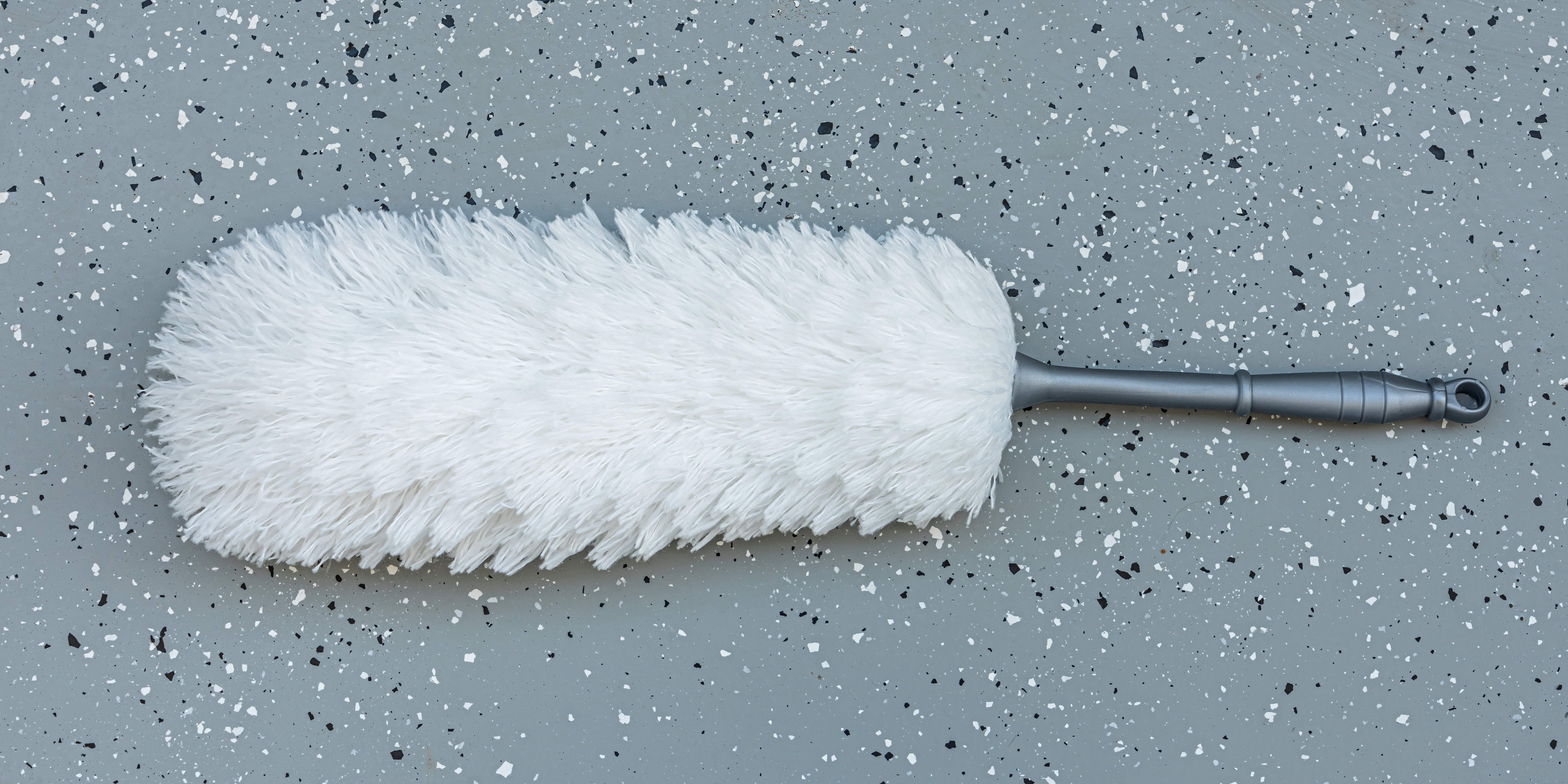
Сучасна пір'яна щітка

Пір'яна щітка — пристрій для очищення різних поверхонь, зокрема важкодоступних місць, від пилу та бруду. Зазвичай складається з ручки та закріпленого на ній пучка пір'я певного птаха, найчастіше страуса.  Нині широко поширені щітки з штучним пір'ям, а також моделі з висувними або знімними ручками. Пір'яні щітки часто використовуються для очищення різної електроніки через свою стійкість до статичної електрики.
Вважається, що вперше щітки у вигляді паличок із прив’язаним до них пір'ям почали використовувати в окрузі Джонс, штат Айова, США, на початку 1870-х років. У 1874 році там була заснована перша компанія з їх виробництва — Hoag Duster Company.  13 листопада 1874 року мешканка Вісконсина Сьюзен Хайббард подала заявку на патент щітки з індичим пір'ям. Патент було видано 30 травня 1876 року.  Це призвело до тривалої судової тяганини між нею та її чоловіком Джорджем Хайббардом, який оскаржував права на винахід.  Лише в грудні 1881 року апеляційний суд 7-го округу Чикаго визнав патент за Сьюзен.
Щітки зі страусовим пір'ям винайшов місіонер і власник фабрики Гаррі Бекнер з Йоганнесбурга (ПАР).  Перша компанія з їх виробництва була відкрита Гаррі та його братом Джорджем у 1913 році в місті Атол, штат Массачусетс (США). Пізніше виробництво перенесли в місто Болтон у тому ж штаті.